# Poljane pri Štjaku
Poljane pri Štjaku este o localitate din comuna Sežana, Slovenia, cu o populație de 6 locuitori.